# Kanton Bonnieux
Der Kanton Bonnieux war bis 2015 ein französischer Wahlkreis des Départements Vaucluse in der Region Provence-Alpes-Côte d’Azur. Sein Hauptort war Bonnieux. Er wurde 2015 im Rahmen einer landesweiten Neugliederung der Kantone aufgelöst.

## Gemeinden
Der Kanton bestand aus sechs Gemeinden:
| Gemeinde  | Einwohner Jahr | Fläche km² | Bevölkerungsdichte | Code INSEE | Postleitzahl |
| --------- | -------------- | ---------- | ------------------ | ---------- | ------------ |
| Bonnieux  | 1.376 (2013)   | 51,12      | 27 Einw./km²       | 84020      | 84480        |
| Buoux     | 103 (2013)     | 17,54      | 6 Einw./km²        | 84023      | 84480        |
| Lacoste   | 408 (2013)     | 10,66      | 38 Einw./km²       | 84058      | 84480        |
| Ménerbes  | 1.005 (2013)   | 30,27      | 33 Einw./km²       | 84073      | 84560        |
| Oppède    | 1.329 (2013)   | 24,1       | 55 Einw./km²       | 84086      | 84580        |
| Sivergues | 39 (2013)      | 9,39       | 4 Einw./km²        | 84128      | 84400        |